# Farsetia latifolia
Farsetia latifolia är en korsblommig växtart som beskrevs av Bengt Edvard Jonsell och Anthony G. Miller. Farsetia latifolia ingår i släktet Farsetia och familjen korsblommiga växter. Inga underarter finns listade i Catalogue of Life.